# Proklamationen om afskaffelse af monarkiet
Under den franske revolution var proklamationen om afskaffelse af monarkiet (fransk: Proclamation de l'abolition de la royauté) en proklamation af Frankrigs Nationalkonvent, der bekendtgjorde at det havde afskaffet det franske monarki 21. september 1792.